# Рестлер (фильм)
«Ре́стлер» (англ. The Wrestler) — американо-французский художественный фильм режиссёра Даррена Аронофски, повествующий о кризисе личности бывшей звезды реслинга Рэнди Робинсоне. Премьера состоялась 5 сентября 2008 года на 65-м Венецианском кинофестивале, где картина удостоилась главного приза — «Золотого льва».
Роль Рэнди Робинсона стала «воскрешением Микки Рурка как актёра» и его первой по-настоящему крупной ролью с 1991 года. Актёрские работы Рурка и Марисы Томей были выдвинуты на получение премии «Оскар».

## Сюжет
Робин Рамзински, более известный под своим именем на ринге Рэнди «Баран» (The Ram) Робинсон — рестлер, который был знаменитым в 1980-х. Спустя годы уже не молодой Рэнди выступает в спортзалах по выходным и работая на полставки в супермаркете под руководством Уэйна, менеджера, который издевается над карьерой Рэнди в рестлинге. Регулярно появляясь в стрип-клубе, Рэнди дружит со стриптизёршей Кэссиди, которая, как и Рэнди, слишком стара для своей работы. После победы в небольшом матче Рэнди соглашается на матч-реванш боя 20-летней давности со своим самым известным соперником — Аятоллой, который может вернуть его к славе.
Рэнди усиливает свою подготовку, которая включает в себя стероидные инъекции. После тяжёлого боя у Рэнди происходит сердечный приступ, и он проходит операцию коронарного шунтирования артерии. Его врач говорит, что его сердце больше не выдержит рестлинга. В результате Рэнди решает уйти на пенсию и начинает работать полный рабочий день в супермаркете.
По предложению Кэссиди Рэнди посещает свою дочь Стефани, которую он бросил, когда она была ребёнком. Помогая Рэнди купить подарок Стефани, Кэссиди рассказывает, что у неё есть сын. Рэнди пытается ухаживать за Кэссиди, но она отказывает ему из-за своей работы. Позже Рэнди отдаёт подарок дочери и просит простить его за то, что он бросил её. Стефани прощает отца и приглашает на ужин в ближайшую субботу. Рэнди идёт в стрип-клуб к Кэссиди, чтобы поблагодарить её, но она ещё раз отвергает его. Расстроенный Рэнди идёт посмотреть бой и находит утешение в своих друзьях. Находясь с ними в баре, он напивается, нюхает кокаин и занимается сексом со случайной женщиной в туалете. Он спит весь день и пропускает свой ужин со Стефани. Он идёт к ней домой извиниться, но она злобно говорит ему, что больше никогда не хочет его видеть.
За прилавком гастронома покупатель узнаёт в Рэнди рестлера, хотя он сам отрицает это. Вдохновлённый его словами Рэнди решает вернуться в рестлинг и переносит матч-реванш с Аятоллой. Он примиряется с Кэссиди, хотя она просит его не бороться из-за состояния его сердца. Однако Рэнди объясняет ей, что он принадлежит на ринге фанатам, которые, в отличие от всего остального общества, любят его.
Во время боя Рэнди начинает чувствовать боль в груди и становится нестабильным. Аятолла замечает это и призывает его прервать бой. Рэнди отказывается и лезет на верхний канат за его фирменным завершающим ударом Ram Jam. Он смотрит в зал и видит, что Кэссиди ушла. В слезах он приветствует толпу и прыгает с канатов.

## В ролях
- Микки Рурк — Рэнди «Баран» Робинсон / Робин Рамзински
- Мариса Томей — Кэссиди (Пэм, Памела)
- Эван Рэйчел Вуд — Стефани
- Марк Марголис — Ленни
- Тодд Барри — Уэйн
- Уосс Стивенс — Ник Вольпе
- Джуда Фридлендер — Скотт Брамберг
- Эрнест «Кот» Миллер[англ.] — Аятолла

## Создание
Актёр, который сыграл в фильме торговца стероидами, признался в суде, что он действительно им был. Скотт Сигель (Scott Siegel) из Нью-Рошель 12 апреля 2010 года признан виновным в распространении анаболиков. 34-летний актёр также признался, что он пытался сбежать от агентов, которые хотели его арестовать.
Прокатный перевод клички главного героя («Баран») вызвал разногласия. Английское слово ram имеет несколько значений, в том числе — «баран» и «таран», а также «Овен» (знак зодиака) и «агнец». Кличка Рэнди Рамзински многозначна, в неё вкладываются почти все эти смыслы. Тем не менее, многое в фильме указывает на то, что основное значение, стоящее на первом плане — именно «баран» (домашнее животное с рогами и курчавой белой шерстью). Это заметно по внешнему облику Рэнди (длинные кудрявые белые волосы, накидка из бараньей шкуры), по его талисману в виде бараньей головы, по изображению бараньей головы на лосинах. Фургон главного героя — Dodge Ram Van (логотип марки Dodge — баранья голова). Фирменный приём Рэнди, прыжок с каната (Ram Jam), сопровождается жестом, имитирующим бараньи рога. Комментаторы восклицают: The horns are out! («Показались рога!»). Кроме того, в слове «баран» сохраняются коннотации с библейским «жертвенным агнцем» (sacrificial ram) — именно так в шутку называет Рэнди его подружка Кэссиди. Наконец, само слово «таран» тоже произошло от «барана»: первые тараны были увенчаны изображением бараньей головы. Таким образом, кличка «Баран» в этом случае наиболее адекватна оригиналу, поскольку включает в себя большинство заложенных смыслов (тогда как «Таран» включает в себя всего один).
Эрнест Миллер, сыгравший Аятоллу — рестлер, выступавший в World Championship Wrestling под псевдонимом «Кот» (The Cat). Рональд Киллингс, сыгравший в единственной сцене фильма, — рестлер, выступающий в данный момент в WWE под псевдонимом R-Truth.

## Признание
Фильм «Рестлер» 6 сентября 2008 года был удостоен «Золотого льва», главного приза 65-го юбилейного кинофестиваля в Венеции. Режиссёр Даррен Аронофски посвятил награду «всем борцам, которых мы встречали, которые получают по 200 долларов за выступление и которые готовы пожертвовать своими телами и душами ради этих денег». После того, как глава жюри фестиваля, немецкий режиссёр Вим Вендерс, вручил ему «Золотого льва», Аронофски сказал:
Я должен поблагодарить Микки за то, что он открыл душу и сердце камере, за доверие мне, и за честь напомнить всему миру, какой это талантливый актёр.
Фильм Даррена Аронофски был представлен последним в конкурсной программе 65-го кинофестиваля в Венеции, так как американский музыкант Брюс Спрингстин не успел вовремя закончить саундтрек The Wrestler к релизу картины. По словам Вендерса, Рурк не был удостоен кубка Вольпи за свою актёрскую работу только из-за правил смотра — фильму-победителю нельзя присуждать ещё и актёрские призы.
За всемирно признанное исполнение главной роли Микки Рурк удостоился «Золотого глобуса» и BAFTA как лучший актёр года. Киноакадемики, выдвинувшие Рурка на получение «Оскара», в итоге отдали статуэтку Шону Пенну, сыгравшему первого открытого гея-политика в истории США в байопике «Харви Милк». Неоднозначное решение членов Академии вызвало множество споров и осуждений, аналитики и киноведы обвиняли их в предвзятости. Сам Рурк ещё до церемонии был убеждён, что проиграет именно Пенну.

## Награды и номинации
- 2009 — 2 номинации на премию «Оскар»: лучшая мужская роль (Микки Рурк), лучшая женская роль второго плана (Мариса Томей)
- 2009 — две премии «Золотой глобус»: лучшая мужская роль — драма (Микки Рурк), лучшая песня (Брюс Спрингстин), а также номинация за лучшую женскую роль второго плана (Мариса Томей)
- 2009 — премия BAFTA за лучшую мужскую роль (Микки Рурк), а также номинация за лучшую женскую роль второго плана (Мариса Томей)
- 2009 — 2 номинации на премию «Спутник»: лучшая мужская роль — драма (Микки Рурк), лучшая песня (Брюс Спрингстин)
- 2009 — номинация на премию Гильдии киноактёров США за лучшую мужскую роль (Микки Рурк)
- 2009 — номинация на премию Гильдии сценаристов США за лучший оригинальный сценарий (Роберт Сигел)
- 2009 — 2 премии Лондонского кружка кинокритиков: лучший фильм, лучшая мужская роль (Микки Рурк), а также номинация за лучшую режиссёрскую работу (Даррен Аронофски)
- 2008 — приз «Золотой лев» Венецианского кинофестиваля